# Ahmed Djebbar
Ahmed Djebbar (en árabe: أحمد جبار. Aïn Defla, Aín Defla, Argelia; 2 de agosto de 1941) es un matemático, historiador de la ciencia, académico, escritor y funcionario argelí radicado en Francia. Se desempeñó como ministro de Educación Nacional de Argelia de 1992 a 1994 durante la presidencia de Ali Kafi.

## Carrera profesional y académica
Djebbar es matemático por la Universidad de París-Sur.
Entre enero y junio de 1992 fue asesor del presidente de Argelia Mohammed Boudiaf hasta su asesinato. Posteriormente se desempeñó como ministro de Educación Nacional durante la presidencia de Ali Kafi de julio de 1992 a abril de 1994. 
Fue curador de museo en la exposición sobre la Edad de Oro del islam hecha por el Instituto del Mundo Árabe en 2005.
Actualmente es investigador de historia de la ciencia en el Centro Nacional para la Investigación Científica especializado en las matemática islámica. También es profesor emérito de historia de las matemáticas en su alma mater y en la Universidad de Lillle.

## Obras publicadas
Ha escrito diversas obras, siete libros y alrededor de treinta artículos en revistas especializadas, en francés, árabe e inglés, la mayoría sobre matemáticas e historia de la ciencia islámica abordando principalmente la historia de las matemáticas. Una selección de sus obras publicadas:
- Une histoire scientifique des pays d’Islam : entretiens avec Jean Rosmorduc (en francés). Éditions du Seuil. 2001. ISBN 2-02-039549-5. (Primera edición en español: Historia de la ciencia en los países del islam. Una introducción al conocimiento de su patrimonio científico. Conversaciones con Jean Rosmorduc (Rocío Ugalde, trad.). Fondo de Cultura Económica. 2020. ISBN 978-607-16-6603-1.
- L’algèbre arabe : genèse d’un art (en francés). Vuibert. 2005. ISBN 2-9096-8065-7.
- Coescrita con Gabriel Gohau. Pour l'histoire des sciences et des techniques (en francés). Scérén-CNDP et Hachette. 2006. ISBN 2-01-170886-9.
- L’âge d’or des sciences arabes (en francés). Éditions Le Pommier Cité des sciences et de l’industrie. 2013. ISBN 978-2-7465-0675-6.
- Robin Wilson y John J. Watkins (coordinadores). «Islamic combinatorics». Combinatorics: Ancients and Modern (en inglés). Oxford University Press. 2013. pp. 83-107. ISBN 9780199656592.